# 大葉桉
大葉桉（学名：Eucalyptus robusta，英文：Swamp mahogany），为桃金娘科桉属下的一個植物種。原產於澳洲東部，喜好生長於沼澤或積水土壤（waterlogged soils），樹高可至30公尺左右，具有深紅的厚實海綿狀樹皮及深綠闊葉，樹冠濃密。秋冬開花，花色由白至淡黃色不等。葉子常為昆蟲所食，亦是無尾熊食用的桉屬植物之一。在澳洲東部是重要的秋冬季開花植物，目前於全世界的許多國家均有廣泛種植。木材用途為火柴原料及一般建築材料。

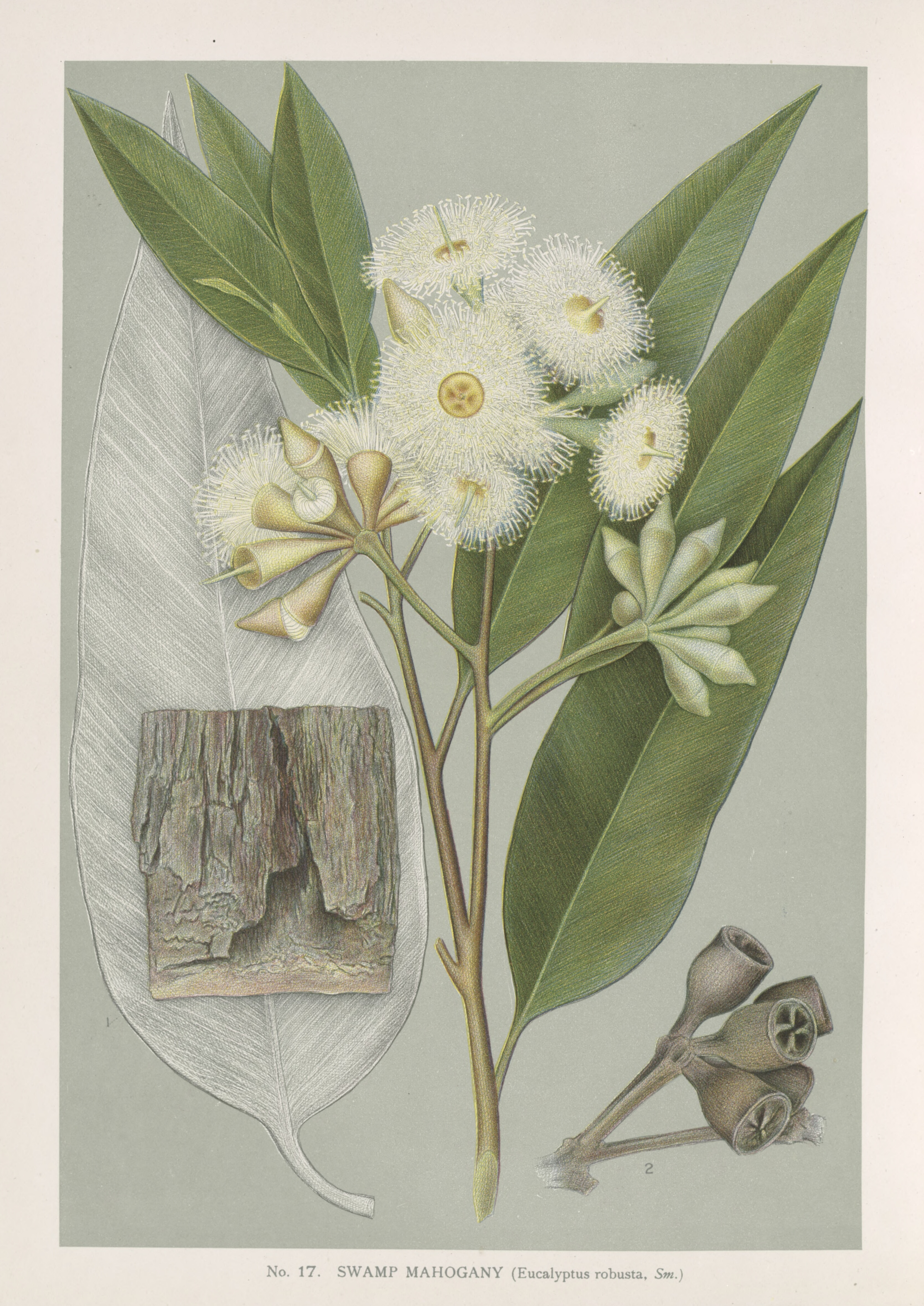
大葉桉，由Edward Minchen繪製，1896